# Александра Цветкоска
Александра Цветкоска (на македонска литературна норма: Александра Цветкоска) е политик от Северна Македония.

## Биография
Родена е на 9 октомври 1983 година в град Кичево, тогава в Социалистическа федеративна република Югославия. Завършва обща и сравнителна книжовност във Филологическия факултет на Скопския университет.
През юни 2017 година замества Горан Милевски (ЛДП) като депутат от Социалдемократическия съюз на Македония в Събранието на Република Македония.